# Операция «Шокер»
Операция «Шокер» (англ. Operation Shocker) — контрразведывательная операция Федерального бюро расследований США против Советского Союза, длившаяся 23 года. В операции была сымитирована вербовка сержанта армии США, служившего в Вашингтоне, округ Колумбия, который в обмен на сотни тысяч долларов в течение двух десятилетий предоставлял информацию ГРУ под контролем Объединённого комитета начальников штабов. Было передано более 4000 документов о новом нервно-паралитическом газе, который в США считали неприменимым в качестве оружия, с целью заставить СССР бесполезно тратить время и ресурсы.

## Описание
Операция началась в 1959 году, когда первый сержант Армии США Джозеф Эдвард Кэссиди (1920—2011) был прикомандирован к армейскому управлению по ядерной энергии, расположенному неподалёку от Вашингтона. К нему, с разрешения командования, обратилось ФБР. Кэссиди, несмотря на отсутствие предварительной подготовки, смог вступить в контакт с советским военно-морским атташе, которого считали работавшим на разведку, и договориться о предоставлении информации в обмен на деньги, другими словами, начать негласное сотрудничество на материальной основе. Советские вопросы через двойного агента Кэссиди попали в Объединённый комитет начальников штабов, в ответ были переданы различные секретные документы.
Главным интересом СССР являлась программа разработки нервно-паралитического газа, и вначале американские спецслужбы через Кэссиди предоставляли по этой теме подлинные данные. Заработав таким образом к 1964 году доверие, американцы смогли направить советские исследования на создание нервно-паралитических газов G-серии, которые заведомо не могли быть произведены в стабильной форме, пригодной для использования в оружии. Кэссиди передал более 4000 документов, содержащих как подлинные, так и вымышленные сведения о ведущихся исследованиях, с намерением ввести советскую сторону в заблуждение и заставить бесполезно тратить время и ресурсы на их повторение. Предполагается, что переданные сведения привели к появлению советской программы FOLIANT, в рамках которой разрабатывалось семейство нервно-паралитических отравляющих веществ «Новичок».
Операция была настолько строго засекречена, что когда в авиакатастрофе погибли два агента ФБР, следившие за советским шпионом, американская пресса и общественность были введены в заблуждение относительно обстоятельств происшествия, причём правда не была открыта даже семьям агентов.
Сходной и, вероятно, более значимой была операция по дезинформации СССР через двойного агента Дмитрия Полякова, который передавал ложную информацию о том, что США тайно продолжают программу разработки биологического оружия, несмотря на публичные заявления об обратном. Эта дезинформация заставила СССР расширить собственную программу разработки биологического оружия и привела в 1990-е годы советских учёных к почти поголовному убеждению, что их деятельность является зеркальным ответом на работы в США.